# Anastasija Polibina
Anastasija Polibina (ur. 30 czerwca 2000 w Moskwie) – rosyjska łyżwiarka figurowa reprezentująca Polskę, startująca w parach tanecznych z Pawiełem Gołowisznikowem. Uczestniczka mistrzostw Europy i świata, mistrzyni Polski juniorów (2017), dwukrotna wicemistrzyni Polski seniorów (2021, 2022) i mistrzyni Polski (2023).

## Osiągnięcia

### Z Pawiełem Gołowisznikowem
| Zawody                     | 19–20 | 20–21 | 21–22 | 22–23 | 23–24 | 24-25 |
| Międzynarodowe             |       |       |       |       |       |       |
| Mistrzostwa świata         |       |       | 28    | 22    |       |       |
| Mistrzostwa Europy         |       |       | WD    | 16    |       |       |
| CS Budapest Trophy         |       |       |       | 10    | 16    |       |
| CS Memoriał Dienisa Tiena  |       |       |       |       | 9     |       |
| CS Memoriał Ondreja Nepeli |       |       |       | 10    |       |       |
| CS Warsaw Cup              |       |       | 13    | 5     | WD    | 18    |
| Bosphorus Cup              |       |       |       | 1     |       |       |
| Mezzaluna Cup              |       |       |       | 4     |       |       |
| NRW Trophy                 |       |       |       | 2     |       | 9     |
| Petrenko Cup               |       |       |       | 3     |       |       |
| Krajowe                    |       |       |       |       |       |       |
| Mistrzostwa Polski         | 3     | 2     | 2     | 1     | 3     | 2     |

### Z Radosławem Barszczakiem
| Zawody                                | 15–16          | 16–17          | 17–18          |                |                |                |                |                |                |                |                |                |                |                |                |                |                |                |
| Międzynarodowe                        | Międzynarodowe | Międzynarodowe | Międzynarodowe | Międzynarodowe | Międzynarodowe | Międzynarodowe | Międzynarodowe | Międzynarodowe | Międzynarodowe | Międzynarodowe | Międzynarodowe | Międzynarodowe | Międzynarodowe | Międzynarodowe | Międzynarodowe | Międzynarodowe | Międzynarodowe | Międzynarodowe |
| ------------------------------------- | -------------- | -------------- | -------------- | -------------- | -------------- | -------------- | -------------- | -------------- | -------------- | -------------- | -------------- | -------------- | -------------- | -------------- | -------------- | -------------- | -------------- | -------------- |
| CS Tallinn Trophy                     |                |                | 12             |                |                |                |                |                |                |                |                |                |                |                |                |                |                |                |
| CS Warsaw Cup                         |                |                | 12             |                |                |                |                |                |                |                |                |                |                |                |                |                |                |                |
| Santa Claus Cup                       |                |                | 9              |                |                |                |                |                |                |                |                |                |                |                |                |                |                |                |
| Volvo Open Cup                        |                |                | 8              |                |                |                |                |                |                |                |                |                |                |                |                |                |                |                |
| Międzynarodowe: Kategorie młodzieżowe |                |                |                |                |                |                |                |                |                |                |                |                |                |                |                |                |                |                |
| JGP w Polsce                          | 17             |                |                |                |                |                |                |                |                |                |                |                |                |                |                |                |                |                |
| NRW Trophy                            |                | 16 J           |                |                |                |                |                |                |                |                |                |                |                |                |                |                |                |                |
| Minsk-Arena Ice Star                  |                | 14 J           |                |                |                |                |                |                |                |                |                |                |                |                |                |                |                |                |
| Open d' Andorra                       | 5 J            |                |                |                |                |                |                |                |                |                |                |                |                |                |                |                |                |                |
| Santa Claus Cup                       |                | 11 J           |                |                |                |                |                |                |                |                |                |                |                |                |                |                |                |                |
| Krajowe                               |                |                |                |                |                |                |                |                |                |                |                |                |                |                |                |                |                |                |
| Mistrzostwa Polski                    |                | 1 J            | 3              |                |                |                |                |                |                |                |                |                |                |                |                |                |                |                |